# Kei Fujiwara
Kei Fujiwara (不二稿 京?, Fujiwara Kei; 12 marzo 1957) è un'attrice, sceneggiatrice, regista, direttore della fotografia, montatore e costumista giapponese.
Il suo primo ruolo fu nel film statunitense L'odissea del Neptune nell'impero sommerso (1973). È principalmente conosciuta per essere stata la coprotagonista del film culto Tetsuo (1989). Successivamente si è dedicata alla regia ed alla scenografia ed è conosciuta per i suoi film sperimentali violenti e surreali.

## Filmografia

### Attrice
- L'odissea del Neptune nell'impero sommerso (The Neptune Factor, 1973)
- Le avventure del ragazzo del palo elettrico (Denchu Kozo no boken, 1987)
- Tetsuo (1989)
- Organ (1996)
- Ido (2005)

### Regista
- Organ (1996)
- Ido (2005)

Per Organ e Ido, Kei Fujiwara è stata anche sceneggiatrice, inoltre ha curato il montaggio di Ido e disegnato i costumi in Tetsuo.